# داليا السعدني
داليا السعدني مهندسة معمارية، تخرجت من هندسة الإسكندرية واستكملت دراستها في إيطاليا. تم تعيينها في مجلس النواب 2021  شغلت منصب رئيسة المؤسسة الدوليه للتصميم في إيطاليا(IAD)، وقامت بافتتاح أول حدث للتصميم في القاهرة، بينالي القاهرة للتصميم.
حققت المعمارية السعدني ثلاث جوائز عالمية في سنة واحدة بمجال التصميم الإبداعي مما مكنها من دخول قائمة أشهر 100 مهندس معماري حول العالم، في مجالي العمارة والتصميم، حيث احتلت المركز الـ72. قفز ترتيب مصر في التصميم والعمارة على مستوى العالم إلى المركز 25 بين 182 دولة بعد حصول السعدني على 7 جوائز عالمية في مجال التصميم الإبداعى من"A'Design Awards" الإيطالية العالمية رفيعة المستوى لتصعد إلى المرتبة الـ12 بين أشهر المصممين حول العالم لعام 2014 مقارنة بالعام الماضي التي حصدت فيه 4 جوائز لتحتل المركز الـ 72 بين أشهر 100 مهندس معمارى حول العالم.
عكفت على أعمال المقاولات طيلة 10 سنوات قبل أن تتجه إلى أعمال التصميم الداخلي، ثم تصميم الأثاث بشكل حديث يمزج بين التراث والمعاصرة، وهو ما ساعدها على التميز في خلق حالة إبداعية، وتناغم بين الطرازين بشكل مريح للنفس والعين في كل ما تعيد تصميمه من أدوات، وهو ما أهلها لهذا الترتيب العالمي الذي حصلت عليه وسط مشاهير المصممين في العالم.
في عام 2013، أسست داليا مبادرة للشباب المصريّ التي بدورها اهتمّت بتطوير الذات لدى الشباب. كما قامت بتأسيس مشروع آخر يطمح لتغيير المشهد المعماري في مصر. في عام 2014، انتخبت داليا رئيسة للرابطة الدولية للمصممين، مما جعلها أول امرأة وأول شخص من الشرق الأوسط على الإطلاق يتقلد هذا المنصب. وخلال فترتها الرئاسية الأولى، نظمت أول حدث مصري يعنى بتعزيز مجال التصميم في مصر وتكريم المصممين المصريين في كافة المجالات. عملت كمستشارة تصيمات في مجلة مصرية معروفة تعنى بالتصميم الداخلي والمعمار. وخلال تلك الفترة قامت بكتابة سلسلة مقالات تحت عنوان اسأل داليا، التي احتوت على نصائح مفيدة رسومات توضوحية ومعلومات تهدف لحصول القارئ على معلومات تجعله قادرًا على تحويل منزله إلى منزل الأحلام.

## انظر
- مريم بن شعبان
- لمياء العمري
- ماري جاين ألفيرو
- ليندا بيطار
- أماني الوشاحي